# Иванов, Владимир Павлович
Владимир Павлович Иванов (25 августа 1946 - 21 февраля 2025), родился в городе Боготоле Красноярского края, РСФСР, СССР) — российский политический деятель, депутат Государственной Думы ФС РФ первого созыва (1993—1995).

## Биография
Получил высшее медицинское образование в Ленинградском медицинском институте им. И. П. Павлова. Работал врачом. Работал в Красноярском медицинском институте заведующим лабораторией медицинской кибернетики. Работал председателем кооператива «Гармония». Был руководителем Красноярской региональной организации ЛДПР.
В 1993 году был избран депутатом Государственной думы Федерального Собрания Российской Федерации первого созыва. В Государственной думе был членом комитета по собственности, приватизации и хозяйственной деятельности, был членом Мандатной комиссии, входил во фракцию Либерально-демократической партии России.